# Cities XL
Cities XL (ban đầu gọi là Cities Unlimited) là trò chơi máy tính thuộc thể loại mô phỏng xây dựng thành phố do hãng Monte Cristo đồng phát triển và phát hành, dựa trên những kinh nghiệm phát triển trước đó của City Life. Ban đầu game dự kiến phát hành trong quý đầu tiên của năm 2009, nhưng cuối cùng lại phát hành vào ngày 8 tháng 10 năm 2009. Game cho phép người chơi được chơi phần trực tuyến và tương tác với những người khác trên các hành tinh đồ sộ liên tục, cùng nhau làm việc bằng những nguồn lực giao thương hoặc kế hoạch xây dựng chi tiết nhằm đáp ứng các nhu cầu của cư dân thành phố. Tuy nhiên vào ngày 8 tháng 3 năm 2010, dịch vụ trực tuyến đã bị đóng cửa và game chỉ còn mỗi phần chơi đơn.
Focus Home Interactive đã mua lại bản quyền sản phẩm vào tháng 6 năm 2010 và phát hành Cities XL 2011 vào ngày 14 tháng 10 năm 2010. Phiên bản mới nhất, Cities XL 2012, được công bố vào tháng 7 năm 2011 và được phát hành vào ngày 20 Tháng 10 năm 2011.

## Cách chơi

### Trực tuyến nhiều người chơi
Cities XL cho phép người chơi tùy chọn chơi trên một cộng đồng ảo trực tuyến liên tục được biết đến như là một hành tinh mà yêu cầu một khoản phí thuê bao hàng tháng. Là một thành viên của một hành tinh, người chơi có thể xây dựng thành phố của họ trong một thế giới ảo bằng các thuê bao khác, trao đổi tài nguyên như điện với người chơi khác, làm việc với nhau để tạo ra các công trình đồ sộ như tháp Eiffel và ghé thăm các thành phố khác như một avatar và các sự kiện máy chủ.
Ngày 27 tháng 1 năm 2010, Monte Cristo công bố do tỷ lệ thuê bao thấp họ buộc phải đóng cửa phần trực tuyến nhiều người chơi vào ngày 8 tháng 3 năm 2010 thì chính thức đóng cửa. Một bản vá lỗi được phát hành trong cùng một ngày cho phép người chơi sử dụng xe buýt trong phần chơi đơn mà trước đây chỉ có sẵn trong phần chơi mạng.

### Chia vùng

Một cảnh trong Cities XL.

Cities XL cung cấp rất nhiều công trình xây dựng thuộc ba kiểu được chỉ định: khu dân cư, thương mại và công nghiệp, mỗi loại đều có mật độ khác nhau. Cư dân thành phố được chia làm bốn tầng lớp xã hội gồm lao động phổ thông, công nhân lành nghề, giám đốc điều hành, và giới tinh hoa. Trước khi chọn nhiều công trình xây dựng, người chơi được yêu cầu chọn một tầng lớp cư dân có thể sống ở đó. Các tầng lớp xã hội được lựa chọn cho một khu đa phần đều không thể sửa đổi bằng cách mô phỏng.
Để tạo nhiều công trình xây dựng, người chơi có thể chia bản đồ thành từng vùng trong đó, sau khi xác nhận, nhiều công trình xây dựng cá nhân sẽ do game tạo ra. Người chơi có thể xây dựng từng công trình riêng biệt. Công cụ sắp xếp một khối nhà cho phép người chơi lựa chọn các thẻ để xác định loại công trình mà họ muốn để xem tạo ra khi phác thảo một khu vực đã được công bố trong các đoạn giới thiệu xem trước.

### Vận chuyển
Cities XL cho phép người chơi tạo ra mạng lưới đường bộ bằng một loạt các loại đường sá, có thể vẽ đường ở nhiều góc độ và độ cong khác nhau. Cầu và đường hầm cũng là một phần của việc mô phỏng. Một số tùy chọn vận chuyển khác được lên kế hoạch trong game gồm xe lửa, phà và tàu điện ngầm. Một tiện ích giới thiệu hệ thống xe buýt cho game được phát hành vào tháng 12 năm 2009.

### Môđun mở rộng lối chơi
Một tính năng trong game chưa thực hiện được gọi là môđun mở rộng lối chơi (Gameplay Extension Modules, viết tắt là GEMs), cũng được gọi là môđun nâng cao game (Game Enhancement Modules) là tính năng bổ sung thêm những chi tiết nhỏ giúp người chơi chú tâm vào hơn như khu nghỉ mát trượt tuyết hay bãi biển tăng thêm sự sinh động của bộ mặt thành phố. Ví dụ, trong một khu nghỉ mát trượt tuyết GEM, sẽ có thể thêm vào các thang kéo trượt tuyết, nhà hàng, nơi trú ẩn, và đường mòn trượt tuyết. Ý tưởng trợ giúp người chơi quản lý thông qua hình thức GEM mô phỏng thành phố chính đã bị hủy bỏ, nhưng thành công quản lý của GEM có thể giúp nâng cao công việc xây dựng và quản lý thành phố giống thực tế hơn.

## Phát triển

### Địa hình

Khung cảnh thế giới trong Cities XL.

Địa hình tạo thành chiều cao bản đồ, kết cấu và bản đồ bình thường. Thay vì làm công cụ mới, Monte Cristo dựa trên công cụ của các hãng phát triển thứ ba hiện có như EarthSculptor, World Machine và GeoControl nhằm tạo ra duy nhất loại địa hình thực tế trước khi chuyển sang phần mềm chỉnh sửa địa hình của họ. Ngoài ra, một số hãng trung gian như SpeedTree cũng được sử dụng cho việc tạo rừng trong game. Trong một cuộc phỏng vấn vào ngày 11 tháng 9 năm 2007, Philippe Da Silva thông báo rằng Cities XL sẽ bao gồm một lượng lớn các bản đồ và cảnh quan cho phép người chơi đạt được chiều sâu hơn với các kiểu thành phố họ muốn tạo ra. Một tấm hình trong game trước ngày phát hành chụp cảnh bản đồ rừng dương đã xác nhận rằng thế giới Cities XL có thêm phong cảnh tuyết.

### Engine 3D
Engine 3D của hãng Monte Cristo cho phép máy tính cá nhân tầm thấp hơn chạy được game. Người chơi không cần bật đủ các tùy chọn về đồ họa nhưng vẫn nhận được chất lượng hình ảnh tốt hơn so với City Life.

### Phát hành
Tháng 6 năm 2007, bức ảnh chụp màn hình của một game xây dựng thành phố mới từ Monte Cristo đã được đăng trong blog cá nhân của Philippe Da Silva. Tuy vậy sự việc được tiết lộ trong 1 cuộc phỏng vấn trang web cộng đồng rằng đây không phải là City Life 2, mà thay vào đó là tựa đề ban đầu Cities Unlimited để tránh nhầm lẫn. Ngày 15 tháng 4 năm 2008, Cities Unlimited được công bố chính thức với tựa đề mới là Cities XL. Game được phát hành vào ngày 8 tháng 10 năm 2009 tại Úc và châu Âu, riêng khu vực Bắc Mỹ ra mắt ngày 9 tháng 10 năm 2009. Hai phiên bản khác nhau của trò chơi đã được phát hành, một phiên bản chuẩn (Standard Edition) và phiên bản giới hạn (Limited Edition). Phiên bản giới hạn có nội dung mở rộng bao gồm ranh giới, bản đồ thêm vào và một tấm áp phích. Phiên bản thử nghiệm cũng được bày bán sẵn.
Trong suốt quá trình phát triển của Cities XL, Monte Cristo cho duy trì blog của nhà phát triển và các diễn đàn Internet trên trang web chính của họ. Trước khi game ra mắt, cả blog và diễn đàn người dùng đã bị đóng cửa và loại bỏ khỏi tầm nhìn của công chúng. Công ty đã tuyên bố rằng cộng đồng không phải lo lắng vì họ đã "lưu lại tất cả các bài viết tốt" và sẽ tiếp tục duy trì sự hiện diện trên các trang web như Simtropolis.
Monte Cristo chính thức đóng cửa vào tháng 5 năm 2010 do doanh số bán hàng nghèo nàn của Cities XL.

### Cities XL 2011
Ngày 25 tháng 6 năm 2010, hãng Focus Home Interactive công bố mua nhượng quyền thương hiệu Cities XL và phiên bản mới của Cities XL mang tên Cities XL 2011 sẽ được phát hành vào ngày 14 tháng 10 năm 2010. Các tính năng mới bao gồm các tòa nhà và bản đồ, cải thiện giao thông công cộng, nâng cao hệ thống thuế, và các tùy chọn thương mại tốt hơn.

### Cities XL 2012
Ngày 11 tháng 7 năm 2011, Focus Home Interactive lại công bố một phiên bản mới của Cities XL 2011 với tựa đề Cities XL 2012 dự kiến phát hành vào ngày 20 tháng 10 năm 2011 như một phiên bản độc lập. Phiên bản mới bao gồm các công trình mới, bản đồ mới, hướng dẫn mở đầu, mở ra hướng mod cho game và giúp người chơi chia sẻ bản mod của mình lên cộng đồng. Nó hoàn toàn tương thích với Cities XL 2011 với một nâng cấp giảm giá có sẵn. Một bản mở rộng đang được phát hành cùng lúc.

## Đón nhận
Cities XL nhận được đánh giá trung bình. IGN mô tả game như đã "đẩy thể loại đi đúng hướng" với "đường vòng học tập thân thiện" của nó so với dòng SimCity. Bài nhận xét đánh giá cao khả năng thêm vào phần đường cong và mảng đồ họa "tuyệt đẹp", tuy nhiên, tính năng chơi mạng được mô tả là "hời hợt" và chi phí thuê bao còn là một nghi vấn.
GameSpot đánh giá cao Cities XL dễ quen với việc xây dựng thành phố trực tuyến, nhưng mô tả tính năng chơi mạng "hạn chế và đắt đỏ" và phần chơi đơn cần phải "suy nghĩ lại". Bài đánh giá chỉ trích tùy chọn thương mại bị hạn chế trong mục chơi đơn và nhận xét rằng đồ họa khá "nhạt nhẽo". 1UP.com còn phê bình tính năng giao thương của game trong lúc bài đánh giá khen đồ họa "tuyệt vời", do đó đã kết luận rằng Cities XL bị "tụt dốc" do thiếu các tính năng cần thiết. Các trang web đánh giá tổng hợp cho điểm số 68,27% trên GameRankings và 69/100 trên Metacritic.